# Vannecrocq
Vannecrocq là một xã thuộc tỉnh Eure trong vùng Normandie miền bắc nước Pháp.